# 守護使不入

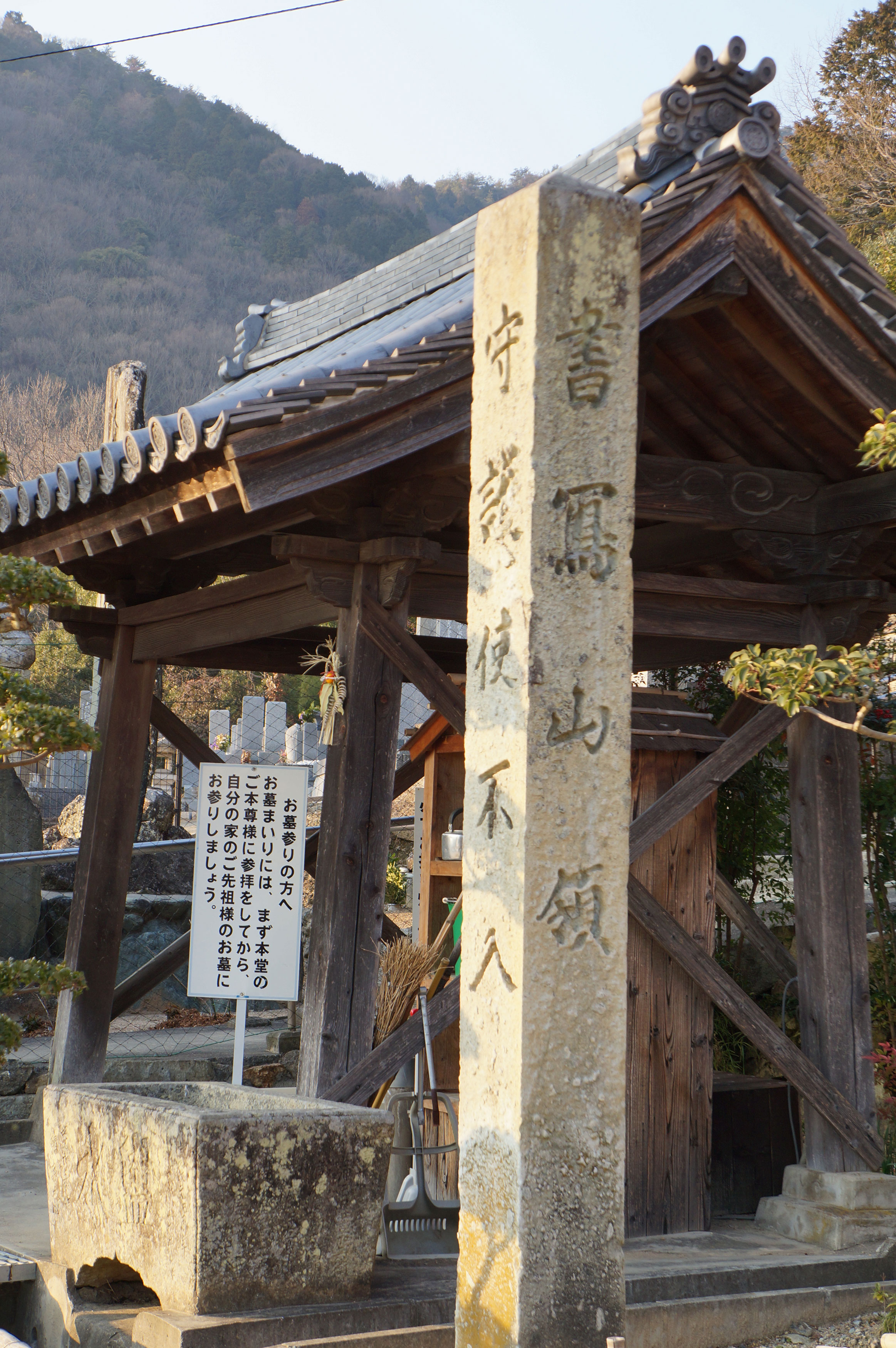
守護使不入を示す石柱（姫路市・如意輪寺）

守護使不入（しゅごしふにゅう）とは、鎌倉時代・室町時代において幕府が守護やその役人に対して犯罪者追跡や徴税のために、幕府によって設定された特定の公領や荘園などに立ち入る事を禁じたこと。守護不入（しゅごふにゅう）とも。
戦国時代には幕府による権限は否定され、代わりに戦国大名が守護・国主の権限の一環としてこれを付与するようになった。

## 歴史

### 鎌倉幕府
本来、守護には大犯三箇条の義務遂行のため、本人あるいはその代理である役人・使者の国内の公領・荘園への立ち入る権利が認められていたが、鎌倉幕府は国司や領家・本所（権門）との対立を回避するために、国司や領家・本所が守護による干渉を受けない特例地域を設ける事を承認していた。これは御成敗式目によって一層明確化され、不入地に犯罪者などが逃げ込んだ場合でもその追捕は国司・領家によって行われ、不入地の境界線で守護側に引き渡すと言う原則が成立した。

### 室町幕府
室町幕府においては、守護（守護大名）に対して、既存の大犯三箇条に加えて、刈田狼藉検断、使節遵行権、段銭徴収権などの広範な権利が付与されていたが、幕府御家人は、足利将軍家の威光を背景に守護使不入の特権を得て、守護からの段銭徴収を拒絶し、幕府からの段銭要求に対しても幕府への直接納付（京済）が認められて守護からの加重徴収の危険を免れる事を可能とした。
これによって一見すると守護大名の領域に治外法権地域が生まれる事になり、室町幕府の支配系統に障害が生じたかのように見られるが、実態はそれとは反対で守護領国制の強化によって守護大名による領国一円支配を阻止してその勢力拡大を抑制するとともに、特権を受けた御家人層は幕府権力への依存を強めてこの権利を維持しようと図り、幕府にとっては守護大名に対抗するための政治的・経済的・軍事的な基盤を支える支持の形成に効果があった。

### 戦国時代
だが、戦国時代に入り、幕府の権威は低下して下剋上によって幕府の力に依存せずに自力で領国を形成した戦国大名達はこの特権を否定し始めるとともに、自らの権限としてこれを付与あるいは剥奪を行うようになっていった。更に幕府によって出された守護使不入の規定に従ってきた守護大名の中からも領国の維持を名目に幕府による守護使不入の権利を公然と否定する措置を取る者が出るようになった。
例えば、明応7年（1498年）、越後守護上杉房能は、越後国内において守護使不入の主張を認めない事を宣言し、永正年間には駿河守護今川氏親が幕府の許可を得ずに遠江守護斯波氏を追って同国を支配して守護使不入地に対しても検地を行った。その後、その子・義元は、天文22年（1552年）の分国法「今川仮名目録追加」において現在の今川領国の秩序維持を行っているのは足利将軍家ではなく今川氏そのものであることを理由に、幕府権力による守護使不入地を全面否定したのである。これは、今川氏は既に室町幕府の権威によって領国を統治する守護大名ではなく、自らの実力によって領国を統治する戦国大名であることを明確に宣言したものでもあった。